# 마르셀 카르네
마르셀 카르네(Marcel Carné, 1906년 8월 18일 ~ 1996년 10월 31일)는 프랑스의 영화 감독이다.

## 작품 목록
- 이상한 드라마 (1937)
- 안개 낀 부두 (1938)
- 북호텔 (1938)
- 새벽 (1939)
- 밤의 방문객 (1942)
- 천국의 아이들 (1945)
- 야간문 (1946)
- 항구의 마리 (1950)
- 애인 줄리에트 (1951)
- 떼레즈 라껭 (1953)
- 파리의 하늘 아래 (1954)
- 사기꾼들 (1958)
- Terrain vague (1960)
- 맨해탄의 세 방 (1965)
- Les jeunes loups (1968)
- 로우 브레이커스 (1971)